# Amberger Hütte
Amberger Hütte – otoczone szczytami sięgającymi prawie 3500 m n.p.m. schronisko górskie w Stubaier Alpen, położone w dolinie Sulztal na wysokości 2135 m n.p.m. 
Adres:  Amberger Hütte, Gries im Sulztal, A - 6444 Langnfield,  Tel.: +43 676 9523426 
Schronisko stanowi własność Deutscher Alpenverein (DAV).  Obecnie prowadzone jest przez Serafina Gstreina. 
Schronisko otwarte jest w okresie letnim (od czerwca do października), a także zimą w okresie świąteczno-noworocznym oraz od lutego do maja. 

## Turystyka
Schronisko jest łatwo dostępne wąską drogą jezdną otwartą tylko dla samochodów terenowych dowożących zaopatrzenie, biegnącą dnem doliny z miejscowości Gries im Sulztal (ok. 1500 m n.p.m.).  Miejscowość ta stanowi przysiółek leżącej w dolinie Ötztal dużej wioski Längenfeld, z której można dojechać krętą, asfaltową szosą z wieloma serpentynami.  Czas podejścia od parkingu w Gries do schroniska: 2:30 h. 
Schronisko zapewnia zakwaterowanie (79 miejsc noclegowych) oraz całodzienne wyżywienie. 
Schronisko stanowi punkt wyjścia na szereg otaczających go szczytów: 
- Schrankogel (3497 m n.p.m.) - pod koniec lata, gdy nie ma śniegu na grani, droga dla wprawnych turystów górskich, w końcowej części eksponowana, 4:30 h;  w przypadku zaśnieżenia grani szczytowej niezbędny sprzęt alpinistyczny.
- Wilde Leck (3361 m n.p.m.) - nietrudna droga alpinistyczna, trudności PD, 4:30 h, sprzęt: lina, czekan, raki.
- Windacher Daunkogel (3348 m n.p.m.) - 4 h.
- Mutterberger Seespitze (3305 m n.p.m.) - 4 h.
- Hinterer Daunkopf (3225 m n.p.m.) - 4:30 h.
- Kuhscheibe (3188 m n.p.m.) - droga turystyczna, wymagająca często przechodzenia płatów śnieżnych, 3:30 h.
- Nördlicher Daunkogel (3075 m n.p.m.) - droga dla wprawnych turystów górskich, 3:15 h.
- Sulzkogel (2796 m n.p.m.) - droga turystyczna 2:15 h.

Przejścia wysokogórskie do innych schronisk: 
- Franz-Senn-Hütte (2149 m  n.p.m.) przez przełęcz Schwarzenbergjoch (3104 m  n.p.m.) lub Wildgratscharte (3168 m  n.p.m.) - drogi prowadzące przez lodowce, 6 - 7 h, sprzęt: lina, czekan, raki.
- Dresdner Hütte (2308 m  n.p.m.) przez przełęcz Daunjoch (3057 m  n.p.m.), 5 - 6 h.
- Hochstubaihütte (3115 m  n.p.m.) przez przełęcz Wütenkarsattel (3174 m  n.p.m.) - wysokogórska trasa prowadząca przez lodowiec, 4 - 5 h, sprzęt: lina, czekan, raki.
- Westfalenhaus (2276 m  n.p.m.) przez przełęcz Längentalerjoch (2991 m  n.p.m.), 5 - 6 h.
- Winnebachseehütte (2361 m  n.p.m.) przez przełęcz Geislehnscharte (3054 m  n.p.m.), 4 - 5 h.

## Historia
Schronisko zbudowano w 1888 roku. Z biegiem czasu stało się dość popularne ze względu na najdogodniejszy punkt wyjścia na Schrankogel - drugi pod względem wysokości szczyt Stubaier Alpen.  Przebudowy i poważniejsze remonty schroniska przeprowadzono w latach 1936, 1974, 1999.  

## Literatura
- Klier W.:  AVF alpin Stubaier Alpen, Bergverlag Rother, Ottobrunn.
- Klier H., Klier W.: Rother Wanderführer Ötztal, Bergverlag Rother GmbH, (2007).
- http://www.xn--amberger-htte-5ob.at  (oficjalna witryna internetowa schroniska).